# Aubry-du-Hainaut
Aubry-du-Hainaut es una comuna francesa situada en el  departamento del Norte, en la región de Alta Francia.

## Demografía
| 1039 | 1206 | 1245 | 1477 | 1444 | 1435 | 1720 |
| Para los censos de 1962 a 1999 la población legal corresponde a la población sin duplicidades (Fuente: INSEE [Consultar]) |      |      |      |      |      |      |